# Le Lyonnais
Pour le train, voir Le Lyonnais (train).
Pour l’article ayant un titre homophone, voir Le Lionnais.
Le Lyonnais est une série télévisée française en 9 épisodes de 90 minutes, créée par Françoise Verny et Claude Davy développée par Rene Belletto  directeur de collection Michel Favart
diffusée entre le 20 mai 1990 et le 30 octobre 1992 sur Antenne 2 puis France 2.

## Synopsis
Le Lyonnais met en scène les enquêtes menées par le jeune inspecteur Selim Rey, flanqué de son collègue et aîné Albert Detouris, dit Morphée. Leurs enquêtes ont pour cadre la ville de Lyon. Le choix des thèmes abordés - prostitution, trafic de drogue, bandes de jeunes, tueur psychopathe - témoigne d'une volonté de refléter de manière réaliste des thèmes de société.

## Distribution principale
- Kader Boukhanef : Selim Rey
- Pierre Santini : Albert « Morphée » Detouris
- Bernard Freyd : Paul Mazars
- Francisco Gimenez : Paco
- Francisco Sargero : Francisco
- Nathalie Mann : Inspecteur Chameau
- Sonia Amar : Nadia
- Huguette Maillard : Leïla Rey

## Épisodes
1. Vidéo-meurtres (Réalisation : Michel Favart)
2. La Reine du fleuve (Réalisation : Michel Favart)
3. Le Massacre de la Saint-Thomas (Realisation : Joannick Desclers)
4. Taggers (Réalisation : Cyril Collard)
5. Morphée aux enfers (Réalisation : Claude Grinberg
6. Régis l'éventreur (Réalisation : Georges Combe) avec Benoît Magimel (Musique originale : Pierre-Yves Lenik) « Le Lyonnais » (présentation de l'œuvre), sur l'Internet Movie Database
7. L'Argent flambé (Réalisation : Michel Favart)
8. Cérémonie religieuse (Réalisation : Bernard Dumont)
9. Sanguine (Réalisation : Paul Vecchiali)

## Commentaires
De nombreux comédiens ou chanteurs ont participé à des épisodes de cette série : Kader Boukhanef, Pierre Santini, Bernard Freyd, Benoît Magimel, Guillaume Depardieu, Joey Starr, Rachid Taha, Rockin' Squat, Solo, Corinne Touzet, Michel Subor, Lionnel Astier, Marc Duret, Hervé Briaux, Catherine Aymerie, Christine Laurent, Henri Virlogeux, Michel Etcheverry, Sotigui Kouyaté, Valérie Mairesse,
Didier Flamand, Sylvie Fennec, Jean-Pierre Bisson et Patachou.
Les romans Régis Mille l'éventreur et Ville de la peur paru chez POL sont les versions romanesques des scénarios « Régis l'étrangleur » et « Vidéo Meurtres » écrits par René Belletto pour la série Le Lyonnais.